# Wierzbno (mazowiecka stacja kolejowa)
Wierzbno – dawna stacja kolejowa i przystanek osobowy w Warszawie. Funkcjonował w Piaseczyńskiej Kolei Wąskotorowej na trasie Warszawa Mokotów – Nowe Miasto nad Pilicą.